# Pseudocolynthaea pectoralis
Pseudocolynthaea pectoralis là một loài bọ cánh cứng trong họ Cerambycidae.